# 塞尔奇斯
塞尔奇斯，是西班牙加泰罗尼亚巴塞罗那省的一个市镇。总面积47平方公里，总人口1371人（2001年），人口密度29人/平方公里。